# Leroy Sané
Leroy Sané (pronunciació alemanya: [ˈliːʁɔʏ zaˈneː]; Essen, l'11 de gener de 1996) és un jugador de futbol alemany que juga com a davanter al Galatasaray i la selecció alemanya de futbol.
Va fer el seu debut professional amb el FC Schalke 04 el 2014 i va ser transferit al Manchester City FC el 2016 per una xifra inicial de 37 milions de lliures. Fou Premi PFA al millor jove de l'any la temporada 2017–18 després d'ajudar el City a guanyar la Premier League i l'EFL Cup, una fita que el conjunt va superar guanyant un triplet domèstic la temporada següent.

## Palmarès
Manchester City
- 2 Lligues angleses: 2017-18 i 2018-19
- 1 Copa anglesa: 2018-19
- 3 Copes de la lliga anglesa: 2017-18, 2018-19 i 2019-20
- 2 Community Shield: 2018, 2019

FC Bayern München
- 1 Campionat del Món: 2020
- 1 Supercopa d'Europa: 2020
- 3 Lligues alemanyes: 2020-21, 2021-22, 2022-23
- 2 Supercopes alemanyes: 2021, 2022

Selecció alemanya
- 1 Copa Confederacions de la FIFA: 2017